# 関東バス青梅街道営業所

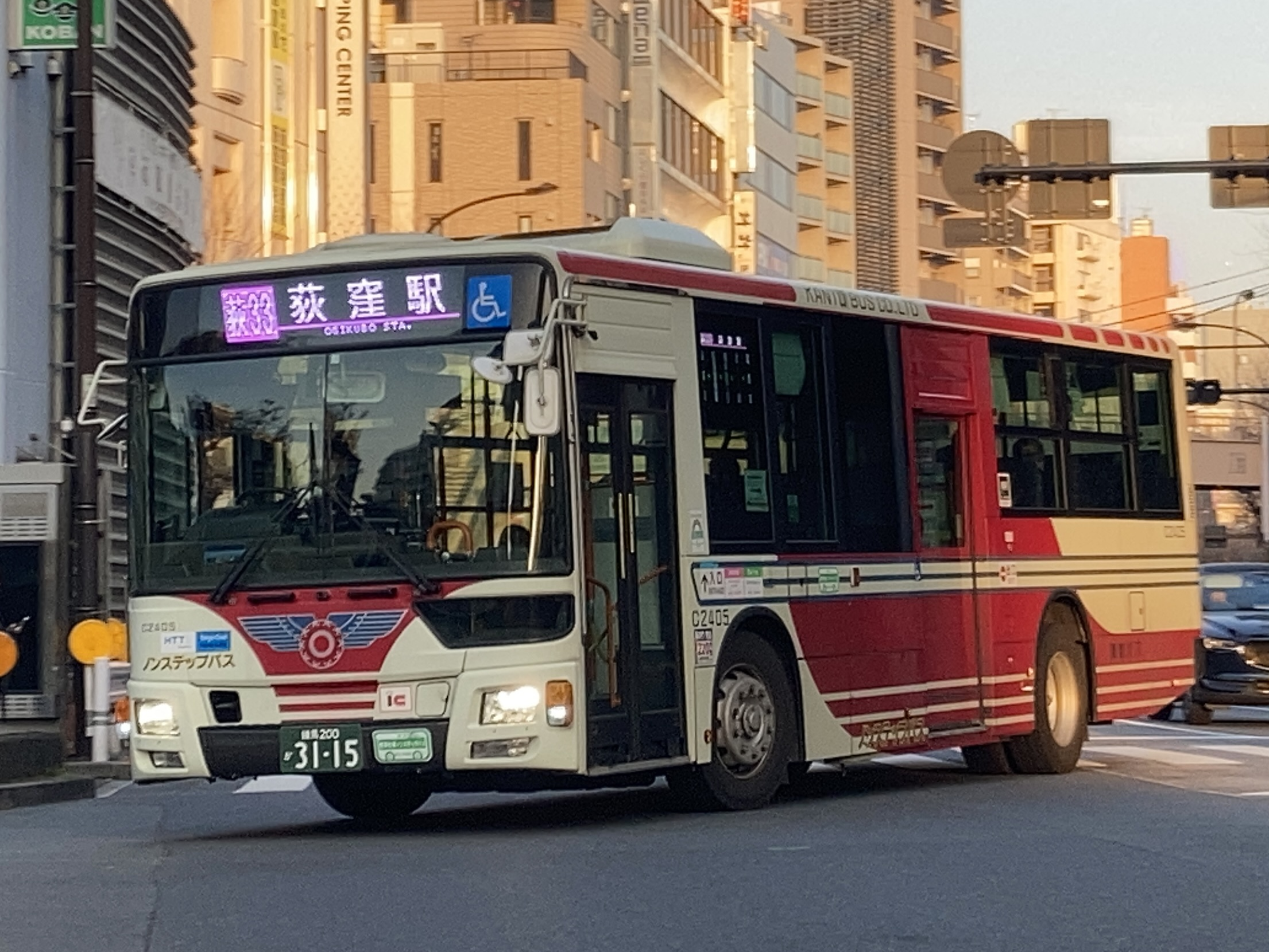
青梅街道営業所所属のC2405（フルカラーLED搭載）

関東バス青梅街道営業所（かんとうバスおうめかいどうえいぎょうしょ）は、東京都練馬区関町南に位置する関東バスの営業所。
主に練馬区同区西南部・杉並区北部の路線を担当している。営業所敷地内と上石神井南町の立野橋停留所近くの2箇所に車庫を有する。

## 沿革

### 杉並区北西部のバスの始まり
東京都杉並区北部（旧・井荻村）では、現在の桃井原っぱ公園の場所に中島飛行機製作所（現・SUBARU）が工場を立地させた大正後期から、同社への通勤輸送を軸にバス路線が整備されていった。

当営業所の直接の源流となる昭和自動車商会（しょうわじどうしゃしょうかい）は、1927年（昭和2年）5月5日に設立され、現在の荻窪線と高井戸線の営業を始めた。1929年（昭和4年）には、現在阿佐谷営業所が担当する阿佐谷線・日大線の基礎となる路線に参入した。

一方、杉並区を東西に貫く官鉄中央本線の南側では、進運乗合自動車（しんうんのりあいじどうしゃ）が設立されていた。進運は1920年（大正9年）、現在は五日市街道営業所が担当している成宗線を皮切りに営業を始めた会社で、1928年（昭和3年）、立教女学院の移転に合わせて立教線を開設した。進運は後に、現在武蔵野営業所が担当している吉祥寺線、三鷹線、柳橋線を開設。東京工場に引き続いて、武蔵野製作所を立地した中島飛行機の傘下となった。

### 年譜
- 1920年（大正9年）：進運乗合自動車が創業。
- 1925年（大正14年）：井荻村に中島飛行機製作所東京工場が開設。
- 1927年（昭和2年）
  - 3月15日：昭和自動車商会が創業。荻窪線、高井戸線の営業を開始。
  - 11月5日：進運乗合自動車が法人（合資会社）化。
- 1928年（昭和3年）6月1日：進運、立教線の営業を開始。
- 1945年（昭和20年）1月1日：進運、昭和自動車が関東乗合自動車と合併。関東乗合自動車川南営業所（初代）が発足。
- 1948年（昭和23年）：川南営業所が荻窪営業所と改称。
- 1950年（昭和25年）：荻窪営業所、宿町（現・杉並区上荻四丁目）に移転。
- 1954年（昭和29年）2月1日：川南営業所（2代）新設。
- 1957年（昭和32年）5月21日：荻窪営業所、現在地に移転。青梅街道営業所と改称。
- 1969年（昭和44年）6月30日：小滝橋貸切営業所を合併。
- 1971年12月1日：バス優先レーンを北裏→荻窪駅間に、バス専用レーンを杉並公会堂前（実際は無名交差点）→荻窪駅間に新設。
- 1983年3月4日：仮事務所に移転。
- 1985年5月：現在の事務所を新築。
- 1986年：貸切バスを観光バス営業所として分離。
- 1988年8月6日：京王プラザホテル - 近鉄奈良駅間の「やまと号」運転開始。
- 1989年6月1日：京王プラザホテル - 高田市駅間の「やまと号」運転開始。
- 1989年12月20日：新宿高速バスターミナル - 京阪バス枚方営業所間の高速バス運転開始。
- 1990年3月20日：新宿高速バスターミナル - 京阪バス枚方営業所間の高速バスが京都経由に変更となる。
- 1990年3月22日：青梅街道営業所 - 倉敷駅北口間の「マスカット号」運転開始。
- 1991年3月25日：京王プラザホテル - 高田市駅間の「やまと号」を五條バスセンターまで延長する。
- 1992年4月1日：新宿高速バスターミナル - 京阪バス枚方営業所間の「宇治号」運転開始。従来の系統は「きょうと号」とする。
- 1997年：観光バス営業所を再統合。
- 1999年5月10日：「やまと号」をケイビーバスに移管。
- 1999年10月11日：「マスカット号」をケイビーバスに移管。
- 2000年5月：「宇治号」「きょうと号」をケイビーバスに移管。
- 2001年7月13日：吉祥寺駅 - 成田空港間、吉祥寺駅 - 羽田空港間の空港連絡バス運転開始。
- 2002年3月20日：中野駅 - 羽田空港間の空港連絡バス運行開始。
- 2003年6月18日：中野駅 - 羽田空港間の空港連絡バスをケイビーバスに移管。
- 2004年1月28日：都内の事業者で最後まで残った富士重工業5Eボディの3200代（C3309、C3310）が引退。
- 2005年3月：荻窪駅 - 北裏間にPTPSを整備。
- 2005年3月16日：プロムナード荻窪の開業に伴い、荻31・荻43の運行を開始。
- 2007年3月30日：荻41の西荻窪駅方向及び荻43が廃止。
- 2007年5月29日：三菱ふそう・エアロスター-S（C2201）を全国初導入。
- 2008年11月29日：杉並区コミュニティバス「すぎ丸」（かえで路線）が開業、当営業所の所管となる。
- 2008年12月7日：C5108が引退し、関東バスから平成2年式車が全車除籍。
- 2010年10月1日：荻窪駅北口案内所が営業終了。
- 2011年10月1日：西02及び西50の西荻窪駅 → 今川三丁目間で深夜バスを新設する。（運行開始は10月3日）
- 2011年10月10日：C3011、C3496、C3497が引退し、青梅街道営業所から3扉車が全廃される。（C3496、C3497は都内事業者最後のE-MATIC搭載車）
- 2012年1月16日：荻34で深夜バスを新設する。
- 2012年4月2日：西51、吉81、西51-1、西51-2を新設する。（吉81の運行開始は4月7日）
- 2015年5月1日：医療法人財団荻窪病院まで無料シャトルバス運行。
- 2016年9月1日：鷹02が武蔵野営業所より移管される。また、杉並区コミュニティバス「すぎ丸」（かえで路線）は五日市街道営業所へ移管された。
- 2017年4月17日：ダイヤ改正により、西51の日中の運行を取りやめて西51-1、西51-2系統に置き換えられた。また荻41（荻窪駅方面）の土休日の運行を廃止。
- 2018年10月1日：荻33を新設する。
- 2020年5月22日：ダイヤ改正により西50の今川三丁目行きが夕方と夜間にも設定された。
- 2022年8月24日：荻41（荻窪駅方面）が廃止。
- 2022年4月16日：鷹02が武蔵野営業所に移管される。鷹02-2と鷹02-3の運行を終了する。

## 現行路線

### 荻窪線

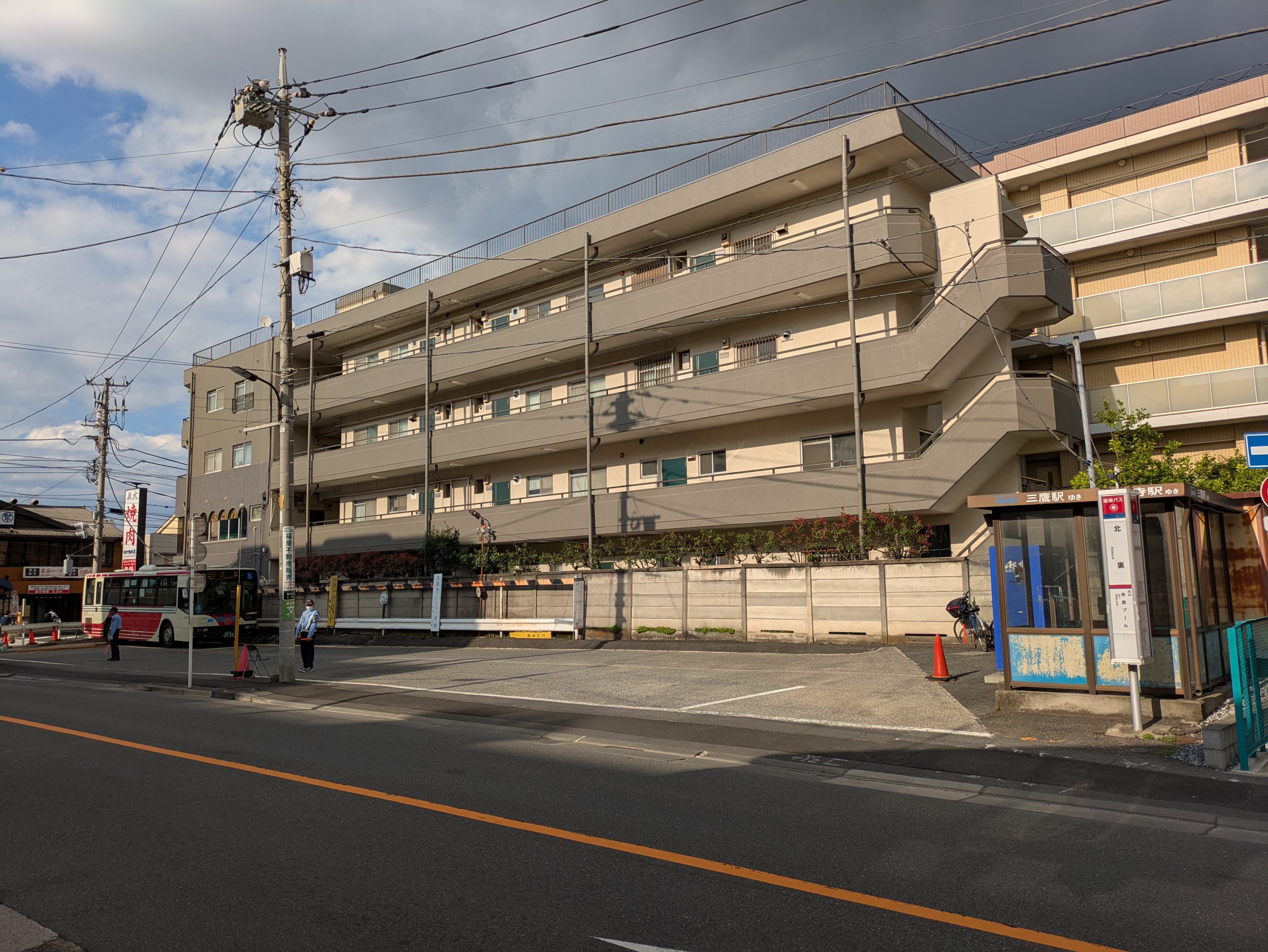
北裏バス操車場（練馬区関町南）

- 荻30：荻窪駅 - 四面道 - 八丁 - 荻窪警察署前 - 桃井四丁目 - 善福寺 - 青梅街道営業所
- 荻32：荻窪駅 - 四面道 - 八丁 - 荻窪警察署前 - 桃井四丁目 - 善福寺 - 青梅街道営業所 - 水道端 - 関町二丁目 - 武蔵関駅
- 荻33：荻窪駅 - 四面道 - 八丁 - 荻窪警察署前 - 桃井四丁目 - 善福寺 - 青梅街道営業所 - 水道端 - 関町二丁目 - 北裏 - 電通裏（平日早朝1本のみ）
- 荻34：荻窪駅 - 四面道 - 八丁 - 荻窪警察署前 - 桃井四丁目 - 善福寺 - 青梅街道営業所 - 水道端 - 関町二丁目 - 北裏
- 荻35：荻窪駅 - 四面道 - 八丁 - 荻窪警察署前 - 桃井四丁目 - 善福寺 - 青梅街道営業所 - 水道端 - 関町二丁目 - 北裏 - 電通裏 - 武蔵野北高校前 - 武蔵野大学（平日朝のみ）
- 荻36：荻窪駅 - 四面道 - 八丁 - 荻窪警察署前 - 桃井四丁目 - 善福寺公園前 - 南善福寺
- 鷹02-1：立野橋 → 水道端 → 関町二丁目 → 関町北一丁目 → 武蔵関駅（早朝のみ）
- （出庫）：水道端 → 関町二丁目 → 関町北一丁目 → 武蔵関駅
- （出庫）：水道端 → 関町二丁目 → 北裏
- （出庫）：水道端 → 関町二丁目 → 北裏 → 電通裏
- （出庫）：善福寺公園前 → 南善福寺
- （入庫）：武蔵関駅 → 関町北二丁目 → 関町二丁目 → 水道端 → 青梅街道営業所
- （入庫）：北裏 → 関町二丁目 → 水道端 → 青梅街道営業所
- （出入庫）：青梅街道営業所 - 善福寺 - 善福寺公園 - 南善福寺

荻窪駅から青梅街道を西進する路線で、本営業所管内の主力路線。ラッシュ時の荻窪行きは善福寺からバス専用レーンを走行し、桃井四丁目 - 荻窪駅は各路線あわせて1時間に約40本と高頻度で運転される。沿線は公共交通に対する需要が高く、かつてはプリンス自動車工業本社工場やその後身の日産荻窪工場への通勤輸送を担い会社に莫大な利益をもたらした。現在でもNTT武蔵野研究開発センタ（旧・電気通信研究所）への通勤輸送、東京女子大学、都立杉並工科高校への通学輸送を担う。
荻窪線の歴史は、1945年（昭和20年）に関東乗合に合併した昭和自動車商会の路線に行き当たる。1927年（昭和2年）5月5日より荻窪駅 - 関（現・関町二丁目付近）において営業していたが、戦後に入ってからはこの付近で各事業者が戦前の事業範囲を越えて都心と郊外を結ぶ長距離路線を次々に開設し、関東も北裏まで延長。最盛期には武蔵野営業所の柳橋線や吉祥寺線、三鷹線と一体化した東伏見駅・田無橋場・武蔵小金井駅行きという路線が存在した。

なお、荻窪線と同一経路で荻窪駅以東も青梅街道を走り、新宿駅西口や東京駅に達する路線もあったが、こちらは1979年（昭和54年）に廃止されるまで一貫して東京都交通局（都営バス）の単独運行であった。これは、荻窪以東の青梅街道が都電杉並線の存在を理由に基本的には都営のエリアと解釈されたことに由来する。ちなみに関東バスも都電廃止直後、新宿と荻窪を結ぶ路線に参入したことがあるが、短期間で廃止となった（後述）。さらに、1984年（昭和59年）までは荻窪線沿線から北裏以西へ走る都営バスの便もあったが、このどちらにも関東バスは一切関与しなかった。
各系統のなかで、荻34と荻36は本数が多く、この路線の基幹系統となっている。1978年までは善福寺まで通過する急行系統・荻33もあった。
2018年10月1日より平日朝の荻34は全て電通裏発着の荻33に変更となった。なお、先述した通りで1978年までは急行系統として存在したため系統番号のみ復活した形となっている。しかし2024年4月1日のダイヤ改正で荻33は平日の早朝1往復のみになった。
荻32は武蔵関駅付近で循環運行となっており、武蔵関駅を通り越して荻窪駅方面へ乗車することも可能になっている（関町北一丁目の時刻表の行先欄は「荻窪駅」になっている）。鷹02-1系統は2016年9月1日に鷹02の移管に伴い新設された出庫系統である。鷹02本線が移管された2022年4月16日以降も残存しており、荻32の出庫便として用いられている。立野橋から水道端間のコースは系統移管に合わせて新設されたが、鷹02の出庫便としての時代から早朝のみの設定となっている。
荻36は八幡宮裏から青梅街道を離れて南善福寺に至る系統で、終点付近は杉並区と練馬区・武蔵野市の境界にあたる。敷地が狭いため、南善福寺の折返場にはターンテーブルがある。ターンテーブル自体はとりわけ珍しい設備ではないが、当折返場は停留所も兼ねており当停留所に到着したバスは乗客を乗せたまま転回し、転回後に降車扱いを行うという特徴をもつ。
荻35は西東京市の武蔵野大学に至るまで、青梅街道を走行する路線。1990年代までは夕方便も存在したが、現在は平日の朝2往復のみで、武蔵野女子学院が共学に変わったことから、2005年12月15日より停留所名を武蔵野大学に変更した。武蔵野大学付近は経路の関係上（往路は千川小学校前、復路は武蔵野中央公園経由）、武蔵野大学交差点東側に当路線単独の標柱を設置している。2便目は帰路、青梅街道営業所止まりであったが、2018年10月1日より、2便目も荻窪駅行きとなった。
荻30は基本的に荻窪駅発着路線の出入庫系統であるが、平日朝ラッシュ時と深夜に青梅街道営業所 - 荻窪駅の折返し運用を持つ。荻30の荻窪駅の停留所は他の荻窪線各系統とは異なり、1番のりばである。ただし、16時以降は0番のりばからの発車となる。荻30の終バスが荻窪駅を出発する時刻は25時24分（平日）で、中央線中野 - 三鷹間の各駅から出る深夜バス（深夜急行バスを除く）の中では3番目に遅い発車時刻であった。しかし2020年6月22日のダイヤ改正で最終バスが23:39発（平日）と大幅に繰り上げられたが2024年4月1日のダイヤ改正では23:42発となりわずかながら繰り下げられた。また、深夜バスも廃止されたが2022年4月1日より23時以降に始発地点を発車する便すべてに深夜運賃を適用する事になり深夜バスが復活した。
2013年2月15日、八幡町停留所が「武蔵野中央公園」に改称された。

### 立教線

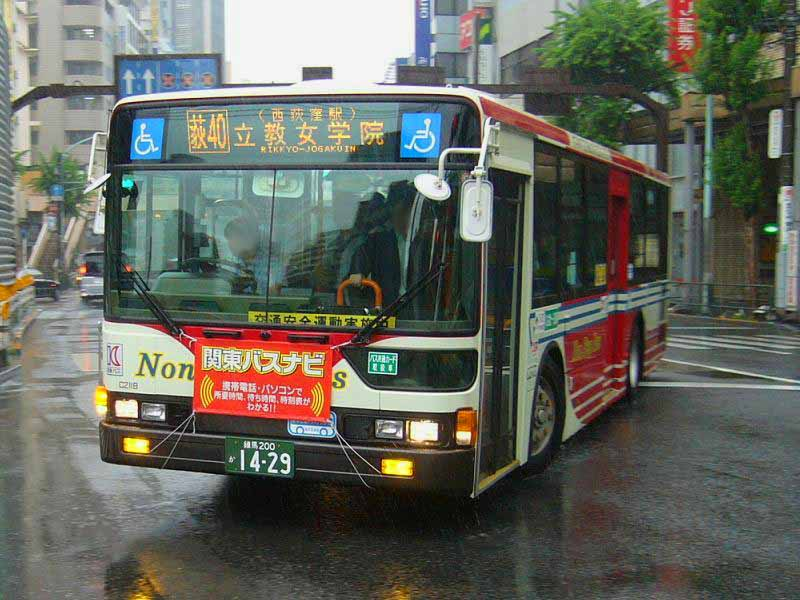
荻40(C2118)

- 荻31：荻窪駅 - 四面道 - 八丁 - 荻窪警察署前 - プロムナード荻窪
- 荻40：荻窪駅 - 四面道 - 八丁 - 荻窪警察署前 - 桃井四丁目 - 西荻北五丁目 - 西荻窪駅北口 - 松庵二丁目 - 立教女学院
- （出庫）：青梅街道営業所 →（無停車）→ 西荻北五丁目 → 西荻窪駅 → 松庵二丁目 → 久我山 → 立教女学院
- （入庫）：立教女学院 → 松庵 → 松庵二丁目 → 西荻窪駅 → 西荻北五丁目 → 桃井四丁目 → 善福寺 → 青梅街道営業所

荻窪駅とプロムナード荻窪、および京王井の頭線三鷹台駅近くにある立教女学院を結ぶ。荻31と荻40はセットで運行されていることが多いが、ラッシュ時間帯はプロムナード荻窪と荻窪駅の往復が中心の運用もある。立教女学院へは途中の西荻窪駅を発着する西20もあり、同駅より南の区間では一方通行の道路があるため、循環運転をしている。西20は、路線図や杉並区統計書では西荻窪駅を起点とする路線として記載されている。

立教女学院への路線は、戦前に五日市街道周辺で営業していた進運乗合自動車によって開設された古い路線。

立教女学院の前身である立教高等女学校は、都心にあった校舎を関東大震災で失い、1924年（大正13年）に仮校舎を現校地に建設・移転した。これを受けて1928年（昭和3年）6月1日に西荻窪駅 - 立教高女前線として開通したものである。
この区間の循環経路は一部経路の一方通行化など外部要因を除けば開業から現在までほとんど変わっていない。なお、荻窪駅発着時点及び青梅街道営業所からの出庫では「立教女学院」という行先表示であるが立教女学院周辺がループ状の経路になっているため、立教女学院を跨いで乗車することが可能である。松庵二丁目出発時点で荻窪駅又は青梅街道営業所行きに切り替わる。運行形態としては荻窪駅から出発し西荻窪駅から立教女学院付近を循環した後、再度西荻窪駅に戻りほぼ同じ道を戻って荻窪駅まで戻って終点となるケースが多い。青梅街道営業所への入庫便は桃井四丁目交差点を左折して青梅街道営業所へ向かう。逆に青梅街道営業所からの出庫便は、桃井四丁目交差点を右折するまでは西荻北五丁目まで通過し、西荻北五丁目以降は荻窪駅からの運行と同じ経路で運行する。青梅街道営業所～西荻窪駅間は西01,02,03よりも停車する停留所が少ないため早く到着する。
荻窪駅からの直通運転が始まったのは戦後からで、かつては荻窪駅南口から中央線の南側（1960年時点では荻窪小 - 神明通りを経由、1969年時点では神明中学口経由）を通って運行していたが、1970年代に荻窪駅北口 - 八丁 - 西荻窪駅線と統合・青梅街道経由に変更された。
荻31はプロムナード荻窪の入居開始により、2005年3月16日に誕生した系統。荻窪方面へはプロムナード荻窪から300mほど南下したところにある「日産自動車前」停留所から頻発しているが、プロムナード荻窪に住んでいる方々が、必ず着席できるというニーズも一定数あるようで、朝夕を中心に設定されている。荻31はルートとしては荻30番台の荻窪線のグループになるが、荻40とのセットダイヤになっている。
2017年4月17日のダイヤ改正でこれまで毎日早朝1便あった荻40（実際は荻41）の西荻窪駅始発便とその出庫便は利用率の悪化を受けた為か土休日の運行が取りやめとなった。
立教女学院付近が狭い為中型車が主に充てられるが時々大型車も運行される。
2021年3月16日のダイヤ改正で荻31は平日10時以降と土休日は荻窪駅乗り場が0番乗り場に変更されたが0番乗り場が荻40以外の各系統が集中して混雑が激しくなったことから5月1日より4番乗り場に戻された。

### 中瀬町線
- 荻10：荻窪駅 - 四面道 - 清水二丁目 - 清水三丁目 - 中瀬中学校 - 下井草一丁目 - 下井草駅
- （出入庫）：青梅街道営業所 - 善福寺 - 今川三丁目 - 農芸高校 - 清水三丁目 - 中瀬中学校 - 下井草一丁目 - 下井草駅

荻窪駅から環八通り・早稲田通り・旧早稲田通り経由で西武新宿線下井草駅へ至る路線で、上記の荻窪線と並んで青梅街道営業所の主力路線。線名の「中瀬町」は下井草四丁目周辺の旧町名。深夜バスが運行されていたが廃止されている。
出入庫系統の青梅街道営業所〜下井草駅は路線図に記載がないが、今川三丁目〜八幡宮裏間が出入庫系統のみの独自区間となっている。2017年4月17日より、これまで降車専用だった今川三丁目の青梅街道営業所方面のバス停を乗降可能とした。

### 井荻線
- 荻11：荻窪駅 - 四面道 - 清水二丁目 - 清水三丁目 - 下井草五丁目 - 井荻駅入口 - 八成橋 - 下石神井一丁目 - 石神井公園駅（西武バス練馬営業所と共同運行）

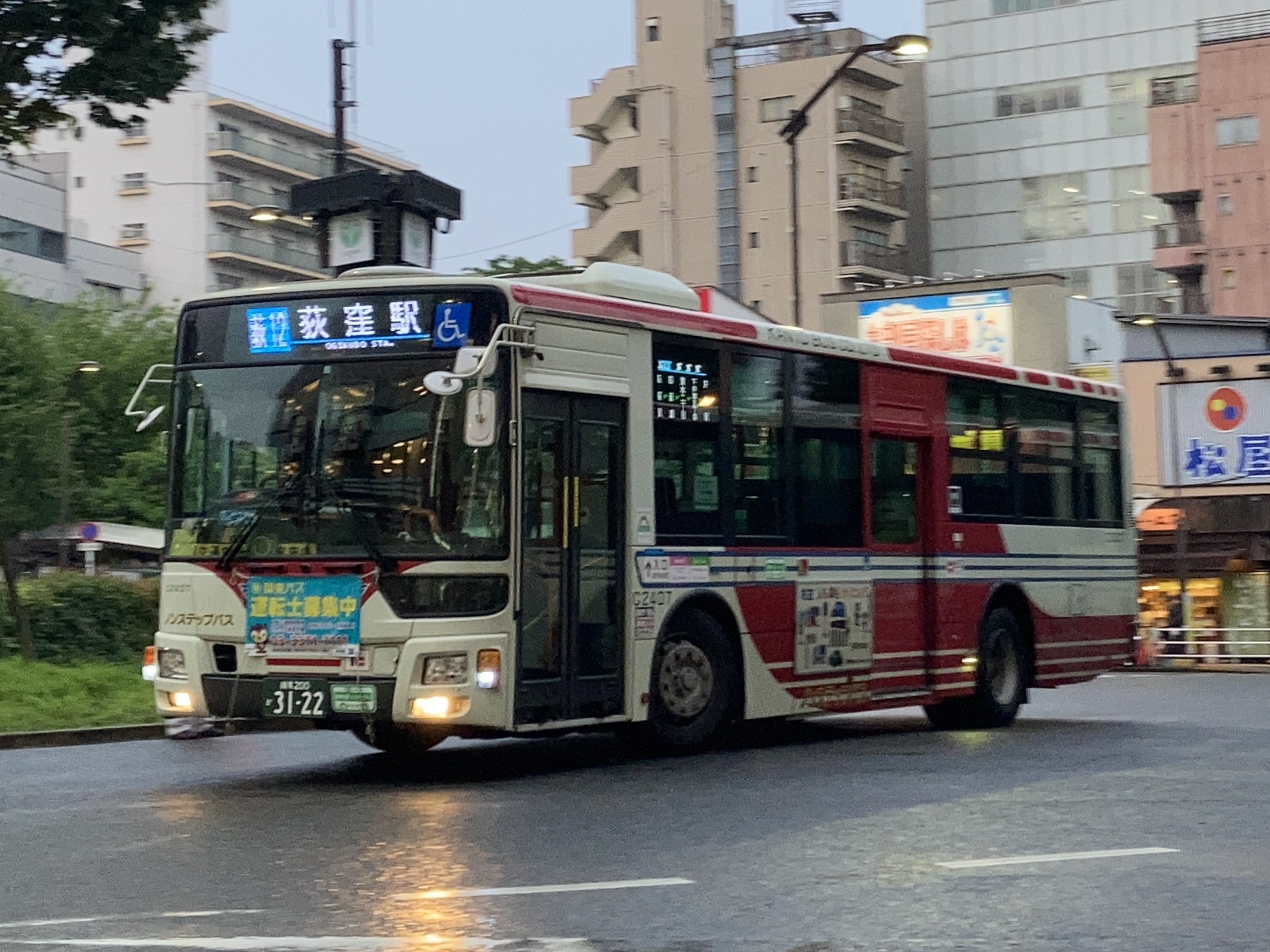
荻12 c2407

- 荻12 c2407荻12：荻窪駅 - 四面道 - 清水二丁目 - 清水三丁目 - 下井草五丁目 - 井荻駅（西武バス練馬営業所と共同運行）
- （出入庫）：青梅街道営業所 - 善福寺 - 今川三丁目 - 農芸高校 - 清水三丁目 - 下井草五丁目 - 井荻駅

荻窪駅から環八通りを経由し、井荻駅・石神井公園駅を結ぶ。荻12は井荻陸橋の手前で右折して井荻駅へ向かう。本数も多く、関東と西武がほぼ交互に運行される。

荻11は井荻駅へ入らずに西武新宿線を交差し、八成橋付近で旧早稲田通りに入り、石神井公園駅へ向かう。本数は長年1時間に2-4本ほどあったが、2007年7月16日の改正で1時間に1本ほどのダイヤになった。関東バスの運行便は少なく、1日5本ほどとなっている。
出入庫系統の青梅街道営業所〜井荻駅は路線図に記載がないが、今川三丁目〜八幡宮裏間が出入庫系統のみの独自区間となっている。2017年4月17日より、これまで降車専用だった今川三丁目の青梅街道営業所方面のバス停を乗降可能とした。

### 上石神井線
- 西01：西荻窪駅 - 地蔵坂上 - 八幡橋 - 桃井第四小学校 - 善福寺 - 青梅街道営業所
- 西02：西荻窪駅 - 地蔵坂上 - 八幡橋 - 桃井第四小学校 - 善福寺 - 青梅街道営業所 - 上石神井駅
- 西02：西荻窪駅 → 地蔵坂上 → 八幡橋 → 桃井第四小学校 → 善福寺 → 青梅街道営業所 → 上石神井駅
- （入庫）：上石神井駅 → 青梅街道営業所

西荻窪駅から青梅街道営業所を経て、西武新宿線上石神井駅との間を結ぶ。循環部分を除いたほぼ全区間がバス同士のすれ違いに苦慮する為、バス同士がすれ違う箇所は決まっている。西荻窪駅付近は西荻窪駅→西荻北四丁目間にある一方通行路を通る関係で往路と復路が大きく離れた時計回りの一方循環経路になっている。その為、乗客の利便性を考慮して西荻窪駅を跨いでの乗車が可能である。西01は営業所折返し便で、西02・03・10の出入庫も兼ねる。
上石神井駅からは西02と吉81の入庫便を運行している。なお、出庫時は上石神井駅まで回送で運行される。
2011年10月1日に西02の深夜バスが新設されたが、当日は土曜日のため、運行開始日は10月3日である。
しかし2020年に深夜バスは廃止された。

### 大泉線
- 西03：西荻窪駅 - 地蔵坂上 - 八幡橋 - 桃井第四小学校 - 善福寺 - 青梅街道営業所 - 上石神井駅 - 富士街道 - 大泉学園駅南口（西武バス上石神井営業所と共同運行）

西荻窪駅から西武新宿線上石神井駅を通り、西武池袋線大泉学園駅まで結ぶとともに、東京女子大学、学芸大附属高校、早大高等学院への通学輸送を担う。1950年代に西武バスが単独で開設した路線に、1967年（昭和42年）関東が新規参入して共同運行となった。大泉学園駅では以前は北口まで乗り入れていたが、駅前再開発を受けて2001年9月23日から南口折返しとなっている。上石神井駅〜大泉学園駅間の経路上に狭隘道路が存在し、西武では中型車による運用も見受けられたが，現在は大型車での運行が基本である。なお、西荻窪駅周辺はループ状の経路になっているので西荻窪駅を跨いだ乗車が可能である。

### 女子大線
- 西10：西荻窪駅 - 東京女子大前 - 武蔵野第三中学校 - 四軒寺 - 吉祥寺駅北口
- 吉80：吉祥寺駅 - 四軒寺 - 武蔵野第三中学校 - 東京女子大前 - 地蔵坂上 - 八幡橋 - 桃井第四小学校 - 善福寺 - 青梅街道営業所(早朝と夜間のみ運行)
- 吉81：吉祥寺駅 - 四軒寺 - 武蔵野第三中学校 - 東京女子大前 - 地蔵坂上 - 八幡橋 - 桃井第四小学校 - 善福寺 - 青梅街道営業所 - 上石神井駅

西荻窪駅と隣の吉祥寺駅を女子大通り経由で結ぶ。ほぼ中間に位置する東京女子大学周辺と両駅間の通勤通学客や、アトレ吉祥寺、キラリナ京王吉祥寺、ヨドバシ吉祥寺（旧・近鉄百貨店東京店）をはじめとする吉祥寺エリアへの買い物客の利用が目立つ。東京女子大前 - 西荻窪駅間は一方通行路を通る関係で往路と復路が大きく離れた時計回りの一方循環経路である。その為、乗客の利便性を考慮して西荻窪駅を跨いでの乗車が可能である。JR中央線では一駅区間のみを走るが、中央線が人身事故などで輸送障害に陥った際には振替輸送を担う。
青梅街道営業所より上石神井駅まで延長する定期便の運行も計画されたが、上石神井駅での停留所のスペースの問題や、競合となる西武バスの吉60系統成増吉祥寺線との兼ね合いからなかなか実現しなかった。2012年（平成24年）4月7日より土・休日の日中に限り吉81として運行を開始した。2018年4月16日のダイヤ改正で吉81が9時台にも運行が開始されるなどダイヤ改正都度運行が拡大され、2019年11月1日のダイヤ改正で終日運行となった。
2021年6月1日のダイヤ改正で吉81の平日の運行が約30分に1本と減便されたものの2022年10月17日のダイヤ改正で平日は約18分～25分置き、土休日は12分～20分置きで運行されている。
吉80は西10の出入庫便だったことから本数が一定では無かった。吉81が運行開始されてからは早朝と夜間のみ運行されている。
2021年3月16日のダイヤ改正で平日のみ日中帯の運行が復活したが2021年6月1日のダイヤ改正で再び早朝と夜間のみに戻ったものの2022年10月17日のダイヤ改正で平日は11時台に1本追加されそれ以外は早朝と夜間のみとなっている。
東京女子大学で入試が行われる場合は吉祥寺駅～東京女子大学までノンストップの臨吉80を運行する事がある。
2012年2月15日、八幡前停留所が「武蔵野八幡宮」に改称された。

### 西荻線
- 西50：西荻窪駅 - 西荻北五丁目 - 桃井四丁目 - 今川四丁目 - 今川三丁目 - 農芸高校 - 清水三丁目 - 下井草五丁目 - 井荻駅
- 西50：西荻窪駅 → 西荻北五丁目 → 桃井四丁目 → 今川四丁目 → 今川三丁目（夕方、夜間計4本運行)
- 西51：西荻窪駅 - 西荻北五丁目 - 桃井四丁目 - 今川四丁目 - 今川三丁目 - 農芸高校 - 清水三丁目 - 清水二丁目 - 四面道 - 荻窪駅（平日朝のみ）
- 西51-1：荻窪駅 → 四面道 → 清水二丁目 → 清水三丁目 → 農芸高校 → 今川三丁目 → 善福寺 → 青梅街道営業所
- 西51-2：今川三丁目 → 農芸高校 → 清水三丁目 → 清水二丁目 → 四面道 → 荻窪駅
- （出庫）：西荻北五丁目 → 西荻窪駅
- （出庫）：今川三丁目 → 今川四丁目 → 桃井四丁目 → 西荻北五丁目 → 西荻窪駅
- （入庫）：西荻窪駅 → 西荻北五丁目 → 桃井四丁目 → 善福寺 → 青梅街道営業所

西荻窪駅から青梅街道を横切って北上し、早稲田通り・環八通りを経由して井荻駅・荻窪駅へ向かう路線。都立農芸高校、中大杉並高校への通学輸送を担う。かつては荻窪線と共にプリンス自動車や日産荻窪工場への通勤輸送も担った。
2008年6月2日から西荻窪方面の出庫便の一部区間が回送となった。2011年10月1日に西荻窪駅 → 今川三丁目間の深夜バスが新設されたが、当日は土曜日のため、運行開始日は10月3日である。
2012年4月2日に西51が新設された。西50と荻10の清水三丁目より西武新宿線方面を切り捨てて残った部分を一つの系統とした系統である。平日のみ運行で、同時に出入庫路線も開設された。なお、荻窪駅への出入庫は西51枝番系統だけではなく、荻30でも出入庫が行われる。
2017年4月17日のダイヤ改正で西51の日中の運行がなくなった。代わりに朝・夕のみ運行していた西51-1、西51-2が毎時運行に変更された。それに伴い、今川三丁目の青梅街道営業所方面のバス停を降車専用から乗降可能に変更した。なお、西51-1、西51-2の日中便の運行は荻10の出入庫便を荻30から変更した扱いとなっている。そのため、運行間隔は一定ではない。
2019年7月25日のダイヤ改正より西51-1、西51-2が終日運行に変更された(土曜・休日の初運行日は7月27日)。
2020年5月25日のダイヤ改正で深夜バスのみ運行されていた今川三丁目行きが夕方と夜間に新たに計6本設定された。このダイヤ改正で深夜バスが廃止された。今川三丁目到着後はそのまま青梅街道営業所へ回送入庫となる。その後6月22日の再改正で計4本に改められた。

### 空港連絡路線

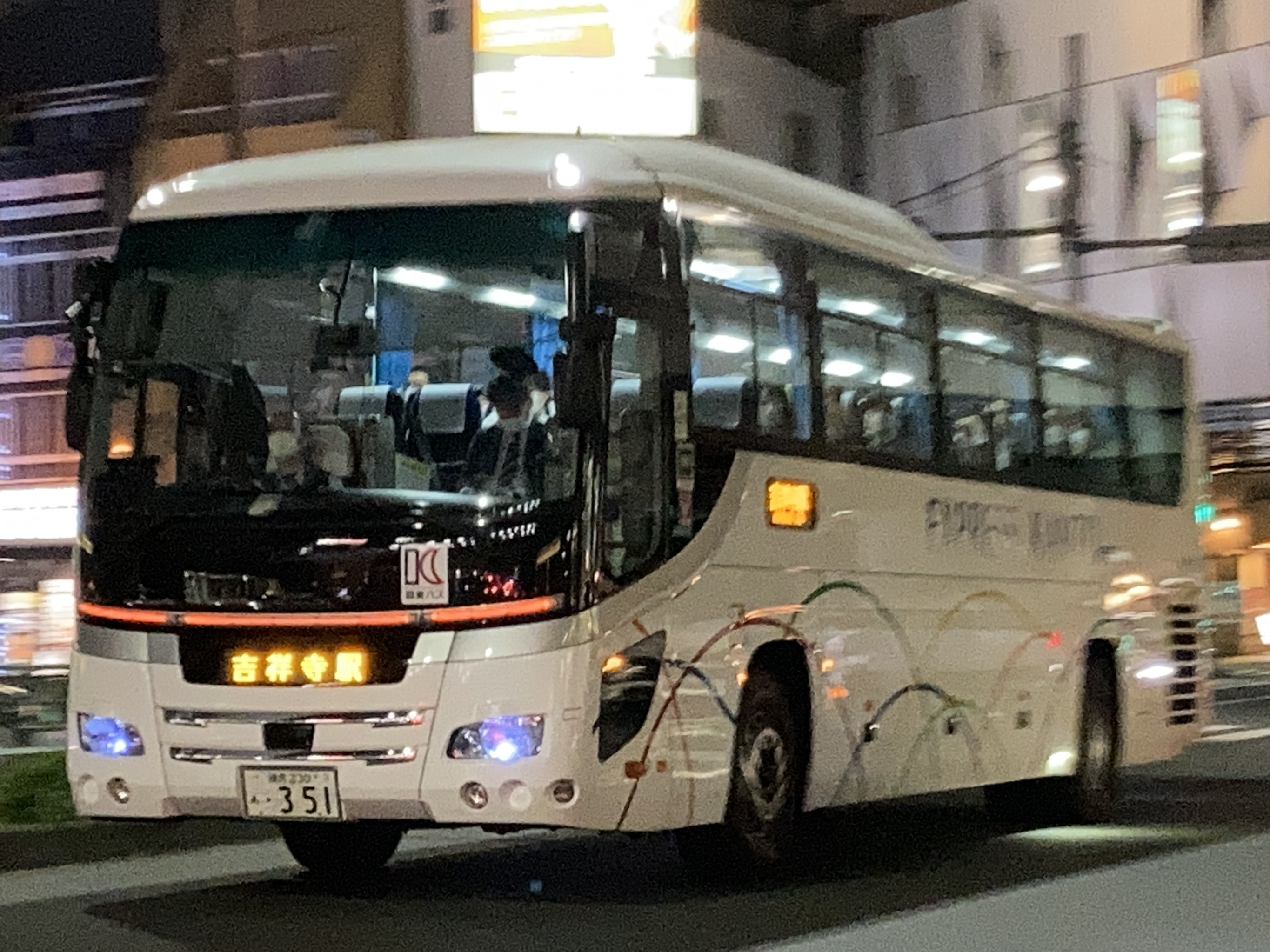
空港連絡路線

- 空港連絡路線成田空港線：吉祥寺駅 - 成田空港 （小田急バス吉祥寺営業所・京成電鉄→京成バス千葉営業所・東京空港交通成田運行事業所と共同運行）
- 羽田空港線：吉祥寺駅 - 羽田空港 （小田急バス吉祥寺営業所、京浜急行電鉄羽田営業所→京浜急行バス羽田営業所→京浜島営業所、東京空港交通羽田空港運行事業所と共同運行）

### 高速路線
- 吉祥寺TDR線∶吉祥寺駅 - 東京ディズニーランド・東京ディズニーシー（西武バス練馬営業所・京成バス奥戸営業所・京成トランジットバスと共同運行）
  - 2019年11月1日∶運行開始

### 荻窪病院無料シャトルバス
・西荻窪駅(北口3番乗り場)-荻窪病院
2015年5月1日から医療法人財団荻窪病院まで無料シャトルバス運行を担当。平日は8時～16時まで一時間当たり2便。土曜は8時から12時まで1時間当たり2便運行。日曜・祭日は運行なし。

## 廃止・移管系統

### 一般路線

#### 荻窪線（一部系統の廃止）
- 荻31（初代）：荻窪駅 - 四面道 - 八丁 - 荻窪警察署 - 桃井四丁目 - 善福寺 - 青梅街道営業所 - 上石神井駅

初代・荻31は荻窪駅と上石神井駅を結んでいた。現在の荻31とは全く関係ない。1973～74年頃廃止。
- 荻33：北裏 → 関町二丁目 → 青梅街道営業所 → 善福寺 →（無停車）→ 荻窪駅（急行）

荻34の急行系統。末期は北裏発のみ運行され、善福寺から先は荻窪まで停車しなかった。1978年（昭和53年）7月20日限りで廃止。
- （入庫）：武蔵野大学 → 武蔵野中央公園 → 武蔵野北高校前 → 電通裏 → 北裏 → 関町二丁目 → 水道端 → 青梅街道営業所

2018年10月1日限りで荻窪駅行きに変更となった。

#### 立教線（一部系統の廃止）
- 荻43：西荻窪駅 → 桃井四丁目 → プロムナード荻窪 → 荻窪警察署 → 八丁 → 四面道 → 荻窪駅

2005年（平成17年）3月16日、開設されたプロムナード荻窪を経由して平日1便のみ新設された通勤路線。桃井四丁目付近の交差点で工事が行われ、バスの右折が不可能となったため、2007年（平成19年）3月30日の運行を最後に、翌3月31日限りで廃止。
- 西20：荻窪駅 → 四面道 → 八丁 → 荻窪警察署 → 桃井四丁目 → 西荻窪駅

案内上は荻41だが、実際は西荻窪駅 - 立教女学院間の折り返し路線で使用する西20の行先表示を用いて運行していた。2007年（平成19年）3月30日の運行を最後に、翌3月31日限りで廃止。
- 西20：西荻窪駅 → 松庵二丁目 → 久我山 → 立教女学院
- 西20：立教女学院 → 松庵 → 松庵二丁目 → 西荻窪駅

2009年頃に系統番号を表示しない無系統路線となり、青梅街道営業所からの直通運転に変更となった。
- （出庫）：青梅街道営業所 →（無停車）→ 西荻北五丁目 → 西荻窪駅（平日早朝1便のみ）
- 荻40：西荻窪駅 → 西荻北五丁目 → 桃井四丁目 → 荻窪警察署前 → 八丁 → 四面道 → 荻窪駅（平日早朝1便のみ）

2020年8月24日改正で廃止

#### 西荻線（一部系統の廃止）
- （出庫）：青梅街道営業所 → 善福寺 → 今川三丁目 → 桃井四丁目 → 西荻北五丁目 → 西荻窪駅

2008年（平成20年）6月2日付で今川三丁目始発に変更となった。

#### 井荻線（一部系統の廃止）
- 新宿西口 - 東高円寺 - 荻窪駅 - 井荻駅（西武バス練馬営業所と共同運行）

都電杉並線の廃止代替として西武主導で新設されたが、路線の大半が営団地下鉄丸ノ内線および都営バスの300系統と完全並行だったため乗客が伸びず、1969年（昭和44年）12月15日限りで廃止。
- 荻窪駅 - 井荻駅 - 南田中車庫 - 中村橋駅 - 豊島園（西武バス練馬営業所と共同運行）

1950年（昭和25年）10月15日付で運行開始。井荻駅と南田中車庫の間は西武バスの井荻11→荻12-1系統、南田中車庫から先は練43系統のルートで練馬区役所入口を経て、豊島園まで運転された。1969年12月15日限りで井荻駅以遠が廃止となり、現在の運転区間に落ち着く。

#### 武蔵関線
- 鷹02： 三鷹駅 - 市民文化会館入口 - 武蔵野市役所前 - 北裏 - 武蔵関駅
- 鷹02-2：水道端 → 関町二丁目 → 関町北一丁目 → 武蔵関駅
- 鷹02-3：武蔵関駅 → 関町北二丁目 → 関町二丁目 → 水道端 → 青梅街道営業所

2016年9月1日に武蔵野営業所から移管されたが、2022年4月16日に武蔵野営業所に戻された。鷹02-3は青梅街道営業所所管時代のみ設定されていた。

#### 深夜急行バス
- 西銀座 → 四谷三丁目 → 新宿駅東口 → 新宿駅西口 → 荻窪駅北口（都営バス杉並営業所と共同運行）

1969年（昭和44年）から1974年（昭和49年）まで、東京都交通局（都営バス）と共同運行していた。オイルショックなどの環境変化により、1974年に一旦廃止された後、バブル景気のただ中にあった1990年（平成2年）、所管を武蔵野営業所に移管して再び開業した（その後、2000年に都営バスが撤退、2020年には新型コロナウイルス感染症の影響で関東バスによる運行も休止状態にある）。

### 高速路線

#### やまと号
- 京王プラザホテル - 新宿高速バスターミナル - 大和高原 - 天理駅 - 近鉄奈良駅（奈良交通奈良営業所と共同運行）
- 京王プラザホテル - 新宿高速バスターミナル - 大和高原 - 天理駅 - 桜井駅 - 八木駅 - 高田市駅 - 近鉄御所駅 - 五條（奈良交通葛城営業所と共同運行）

新宿から大和高原・天理駅を経由して奈良・高田・五條へ向かう。奈良駅発着便のうち、奈良方面はJR奈良駅経由で近鉄奈良駅行き、新宿方面はJR奈良駅発、近鉄奈良駅経由で新宿へ向かう。1999年（平成11年）5月10日にケイビーバスに移管、2009年（平成21年）11月1日付で運行委託解除の上丸山営業所に引き継がれる。

#### きょうと号・宇治号
きょうと号
- 新宿高速バスターミナル - 山科駅 - 三条京阪 - 京都駅八条口 - 枚方市駅 - 枚方営業所（京阪バス枚方営業所と共同運行）

宇治号
- 新宿高速バスターミナル - 京阪宇治駅 - JR宇治駅 - 近鉄大久保駅 - 枚方市駅 - JR高槻駅 - 阪急高槻市駅 - 枚方営業所（京阪バス枚方営業所と共同運行）

※新宿行はJR高槻駅・阪急高槻駅の停車順序が逆になる。

新宿と枚方を結ぶ高速バスである。途中休憩は無い（乗務員交代のみ）。1999年頃にケイビーバスに移管された。その後京阪電車樟葉駅を経由する改正があり、2005年（平成17年）には京阪バスの意向で東京ミッドナイトエクスプレス京都号と愛称を改める。2009年（平成21年）11月1日付けで運行委託解除の上丸山営業所に復帰、現在も継続されている。宇治号は東京ミッドナイトエクスプレス宇治号に改名されたが、2008年12月9日限りで廃止された。

#### マスカット号
- 青梅街道営業所 - 新宿駅西口 - 津山駅前 - 岡山インター - 岡山駅西口 - 倉敷駅北口 - 総社中鉄バスセンター（中鉄バス岡山営業所と共同運行）

新宿と津山・岡山・倉敷を結ぶ高速バスである。1990年（平成2年）3月22日の開業と同時にルブラン号、ルミナス号も運行開始している為青梅街道営業所始発となった。1999年（平成11年）10月11日付けでケイビーバスに移管された。移管と同時に丸山営業所発、中野駅、新宿駅西口経由となった。岡山・倉敷側のパートナーは2008年3月20日付けで両備ホールディングス両備バスカンパニー倉敷営業所に交代、その際に倉敷駅北口 - 総社中鉄バスセンター間が廃止されている。ケイビーバス清算のため、2009年（平成21年）11月1日付けで管理委託解除の上丸山営業所に復帰した。
上記3路線の共同運行会社の支援業務は現在でも当営業所が担当している。

#### 中野 - 羽田空港線
- 中野駅（サンプラザ前） - 羽田空港（京王電鉄バス世田谷営業所、東京空港交通羽田運行事業所と共同運行）
- 中野駅（サンプラザ前） → 中野駅（ガード下）→ 羽田空港（早朝のみ）（京王電鉄バス世田谷営業所、東京空港交通羽田運行事業所と共同運行）

2002年（平成14年）3月20日に京王電鉄バス、東京空港交通との3社共同運行で運行を開始した。当初は当営業所の担当だったが2003年（平成15年）6月18日付けでケイビーバスに移管の上、練馬駅まで延長されている。その後京王電鉄バス担当便が京王バス東に移管、さらに2005年（平成17年）6月30日限りで京王が撤退。ケイビーバスも2006年（平成18年）7月14日限りで撤退した。現在は東京空港交通が単独運行している。

### 杉並区コミュニティバス・すぎ丸
- かえで路線：西荻窪駅 → 神明通り → 宮前四丁目 → 久我山駅 → 富士見が丘 → 西荻南三丁目 → 西荻窪駅

2008年11月29日に杉並区コミュニティバス「すぎ丸」の3番目の路線として開業。日野・ポンチョで運行され、運行間隔は約20分である。2016年9月1日付で五日市街道営業所に移管された。

## 車両
青梅街道営業所にも，かなり以前東伏見行き等の運行が有った時には，日産自動車のUR690も多数在籍をしていた．2013年現在の車種構成の特徴は、日産ディーゼル（現：UDトラックス）製の車両の割合が低く、三菱ふそう製の車両の割合が高いことである。関東バスでは2010年まで日産ディーゼル製、2011年からは三菱ふそう製の車両を中心に導入しているが、青梅街道営業所は元から三菱ふそう車が導入されていることもあり、他の営業所に比べ三菱ふそう車の割合が高めになっている。エアロスターの所属が多いが、スペースランナーRAのOEM供給車であるエアロスターSが関東バスで唯一配置されている。この内C2201号車はメーカー納品第一号車である。また、全国的にも珍しいスペースランナーAのノンステップ車も2台が配置されている。かつては日産ディーゼル製UA系3扉車に混じって2000代の三菱ふそう製富士重工7E車体架装の3扉車、関東バスでも唯一のニューエアロスターツーステップ車でもあるディーゼル・蓄圧式ハイブリッドバス（MBECS-Ⅲ）が配置されていたのが特徴であった。
2017年8月に初めていすゞ自動車の中型車エルガミオが導入された。
その他、空港連絡路線や貸切輸送を担当するために日野・セレガと日産ディーゼル・スペースウイング、貸切専用の日野・リエッセが配置されており、貸切車の中には高速路線用からの格下げ車もある。